# Laurentius I. von Lilienfeld
Laurentius I. von Lilienfeld OCist († 11. Oktober 1541) war von 1539 bis 1541 Abt des Stiftes Lilienfeld.

## Leben
Der Beginn der kurzen Regierungsperiode von Abt Laurentius, von der nur eine Urkunde überliefert ist, erfolgte frühestens am 22. Februar 1539, dem Todestag seines unmittelbaren Vorgängers, Wolfgang Edelbauer. Das Abbatiat von Laurentius war geprägt durch die finanzielle Notlage des Klosters infolge der Abgaben für die Reichstürkenhilfe, aber auch durch Verwüstungen wirtschaftlicher Güter während eines Bauernaufstandes. In seine Amtszeit fällt vermutlich die Ausfertigung der Fischereiordnung für die Traisen, die am 27. April 1541 von den Fischereibesitzern in St. Pölten zusammengestellt, jedoch erst 1545 durch Kaiser Karl V. (HRR) bestätigt wurde. Unter Abt Laurentius verpfändete das Stift Lilienfeld Güter, um Ferdinand I. (HRR) 1.500 Pfund leihen zu können. Im Gegenzug wurde das Stift von Mautzahlungen in Ybbs an der Donau befreit. Das Lilienfelder Nekrologium datiert den Tod von Abt Laurentius am 11. Oktober; das Todesjahr 1541 ist indirekt verbürgt.